# Linda's Zomerweek
Linda's Zomerweek is een Nederlands televisieprogramma dat uitgezonden werd door RTL 4. De presentatie was in handen van Linda de Mol. Het programma werd ieder jaar één week lang, vijf dagen per week uitgezonden.
Op 14 juni 2018 maakte De Mol bekend dat ze na seizoen zes er een jaar mee stopt. Uiteindelijk kwam het programma niet meer terug, maar werd er bij SBS6 in 2020 de opvolger Linda's Wintermaand uitgezonden.

## Format
In het programma gepresenteerd door Linda de Mol, ontvangt ze iedere aflevering twee bekende Nederlanders die ze interviewt en met hen terugblikt op hun leven en carrière. Het programma kent enkele vaste terugkerende momenten, zoals de rubriek stom!, bekend van de LINDA., het blad van Linda de Mol. Verder wordt het favoriete lied van de gasten vertolkt. De eerste 2 seizoenen deed Ruben Hein dat. seizoen 3 tot seizoen 5 Wouter Hamel en vanaf seizoen 6 Elske DeWall.

## Seizoensoverzicht
| Seizoen | Uitzendtijden                     | Aantal afleveringen | Start seizoen    | Start seizoen | Einde seizoen    | Einde seizoen | Gemiddelde kijkcijfers |
| Seizoen | Uitzendtijden                     | Aantal afleveringen | Datum            | Kijkcijfers   | Datum            | Kijkcijfers   | Gemiddelde kijkcijfers |
| ------- | --------------------------------- | ------------------- | ---------------- | ------------- | ---------------- | ------------- | ---------------------- |
| 1       | Maandag t/m vrijdag 21:30 – 22:30 | 5                   | 24 juni 2013     | 1.093.000     | 28 juni 2013     | 1.191.000     | 1.204.800              |
| 2       | Maandag t/m vrijdag 21:30 – 22:30 | 5                   | 18 augustus 2014 | 1.414.000     | 22 augustus 2014 | 1.410.000     | 1.332.000              |
| 3       | Maandag t/m vrijdag 21:30 – 22:30 | 5                   | 24 augustus 2015 | 1.261.000     | 28 augustus 2015 | 1.171.000     | 1.297.600              |
| 4       | Maandag t/m vrijdag 21:30 – 22:30 | 5                   | 22 augustus 2016 | 1.232.000     | 26 augustus 2016 | 1.018.000     | 1.051.200              |
| 5       | Maandag t/m vrijdag 21:30 – 22:30 | 5                   | 28 augustus 2017 | 1.011.000     | 1 september 2017 | 965.000       | 933.000                |
| 6       | Maandag t/m vrijdag 21:30 – 22:30 | 5                   | 27 augustus 2018 | 925.000       | 31 augustus 2018 | 961.000       | 873.600                |

## Seizoenen

### Seizoen 1 (2013)
| Nr. | Gast 1                     | Gast 2           | Uitzenddatum | Kijkcijfers |
| --- | -------------------------- | ---------------- | ------------ | ----------- |
| 1   | Jeanine Hennis-Plasschaert | Jandino Asporaat | 24 juni 2013 | 1.093.000   |
| 2   | Anouk                      | Tijl Beckand     | 25 juni 2013 | 1.297.000   |
| 3   | Euvgenia Parakhina         | Paul de Leeuw    | 26 juni 2013 | 1.177.000   |
| 4   | Chantal Janzen             | Barry Atsma      | 27 juni 2013 | 1.266.000   |
| 5   | Brigitte Kaandorp          | Gordon           | 28 juni 2013 | 1.191.000   |

### Seizoen 2 (2014)
| Nr. | Gast 1           | Gast 2             | Uitzenddatum     | Kijkcijfers |
| --- | ---------------- | ------------------ | ---------------- | ----------- |
| 1   | Eva Jinek        | Albert Verlinde    | 18 augustus 2014 | 1.414.000   |
| 2   | Lies Visschedijk | Alexander Pechtold | 19 augustus 2014 | 1.273.000   |
| 3   | Jet Bussemaker   | Jan Smit           | 20 augustus 2014 | 1.257.000   |
| 4   | Patty Brard      | Waldemar Torenstra | 21 augustus 2014 | 1.306.000   |
| 5   | Loes Luca        | Martijn Krabbé     | 22 augustus 2014 | 1.410.000   |

### Seizoen 3 (2015)
| Nr. | Gast 1                  | Gast 2               | Uitzenddatum     | Kijkcijfers |
| --- | ----------------------- | -------------------- | ---------------- | ----------- |
| 1   | Yolanthe Sneijder-Cabau | Wesley Sneijder      | 24 augustus 2015 | 1.261.000   |
| 2   | Tjitske Reidinga        | Ali B                | 25 augustus 2015 | 1.389.000   |
| 3   | Edith Schippers         | Ruben Nicolai        | 26 augustus 2015 | 1.236.000   |
| 4   | Igone de Jongh          | Louis van Gaal       | 27 augustus 2015 | 1.431.000   |
| 5   | Bridget Maasland        | Jan Jaap van der Wal | 28 augustus 2015 | 1.171.000   |

### Seizoen 4 (2016)
| Nr. | Gast 1           | Gast 2              | Uitzenddatum     | Kijkcijfers |
| --- | ---------------- | ------------------- | ---------------- | ----------- |
| 1   | Heleen van Royen | Ronald Koeman       | 22 augustus 2016 | 1.232.000   |
| 2   | Carly Wijs       | Simon Keizer        | 23 augustus 2016 | 1.029.000   |
| 3   | Isa Hoes         | Jesse Klaver        | 24 augustus 2016 | 908.000     |
| 4   | Sylvie Meis      | Richard Groenendijk | 25 augustus 2016 | 1.069.000   |
| 5   | Halina Reijn     | Humberto Tan        | 26 augustus 2016 | 1.018.000   |

### Seizoen 5 (2017)
| Nr. | Gast 1           | Gast 2                   | Uitzenddatum     | Kijkcijfers |
| --- | ---------------- | ------------------------ | ---------------- | ----------- |
| 1   | Patricia Paay    | Jan Versteegh            | 28 augustus 2017 | 1.011.000   |
| 2   | Astrid Joosten   | Beau van Erven Dorens    | 29 augustus 2017 | 955.000     |
| 3   | Claudia de Breij | Epke Zonderland          | 30 augustus 2017 | 841.000     |
| 4   | Elise Schaap     | Giovanni van Bronckhorst | 31 augustus 2017 | 893.000     |
| 5   | Saskia Noort     | Najib Amhali             | 1 september 2017 | 965.000     |

### Seizoen 6 (2018)
| Nr. | Gast 1          | Gast 2              | Uitzenddatum     | Kijkcijfers |
| --- | --------------- | ------------------- | ---------------- | ----------- |
| 1   | Kajsa Ollongren | Johnny de Mol       | 27 augustus 2018 | 925.000     |
| 2   | Ilse Warringa   | Kjeld Nuis          | 28 augustus 2018 | 886.000     |
| 3   | Sophie Hilbrand | Johan Derksen       | 29 augustus 2018 | 782.000     |
| 4   | Ilse DeLange    | John van den Heuvel | 30 augustus 2018 | 814.000     |
| 5   | Wendy van Dijk  | Jochem Myjer        | 31 augustus 2018 | 961.000     |